# エストニア共和国の独立回復に関する住民投票
エストニア共和国の独立回復に関する住民投票（エストニアきょうわこくのどくりつかいふくにかんするじゅうみんとうひょう、エストニア語: Referendum Eesti Vabariigi iseseisvuse taastamise küsimuses）は、1991年1月31日にエストニア最高会議 (et) が採択した「エストニア共和国の独立回復に関する住民投票を開催する決議」に基づき、同年3月3日に実施された。
設問は「あなたはエストニア共和国の独立と主権の回復を望みますか？」(Kas Teie tahate Eesti Vabariigi riikliku iseseisvuse ja sõltumatuse taastamist?) というものであり、回答は「はい」もしくは「いいえ」の二択で行うものとされた。文面はエストニア語とロシア語の双方で印刷された。
投票資格は、パスポートに基づいてエストニアへの永住権を持つ18歳以上の住民に与えられたが、禁治産者や犯罪者のほか、現役のソビエト連邦軍・国境軍・国内軍および鉄道軍兵士も有権者からは除外された。この結果、エストニア国内の有権者数は114万4309人とされたが、有権者数の人口比はパルヌで85.79パーセント、タルトゥで85.61パーセント、タリンで65.75パーセント、コフトラ＝ヤルヴェで46.11パーセント、ナルヴァで25.49パーセントと、大きな地域差があった。
3月3日には、21の選挙区に1008か所の投票所が設けられ、実際に投票用紙を受け取った94万9354人のうち94万8130人が投票した。投票結果は、賛成73万7964票・反対20万3199票・無効6967票で、選挙管理委員会 (et) によれば、住民投票に関する苦情は発生していないとされる。エストニアのロシア人の投票に対する態度は、賛成が3割・反対が4割・棄権が3割程度であったと推測されている。